# Lubrín
Lubrín – gmina w Hiszpanii, w prowincji Almería, w Andaluzji, o powierzchni 138,13 km². W 2011 roku gmina liczyła 1729 mieszkańców.